# Hans-Otto Borgmann
Hans-Otto Paul Friedrich Borgmann (20. října 1901 Linden – 26. července 1977 Berlín) byl německý hudební skladatel. Převážně komponoval filmovou hudbu za doby Třetí Říše.

## Život
Jako syn vrchního rady se jako dítě naučil hrát na klavír, housle i na varhany. Již v šestnácti letech hrával jako varhaník v kostele u zámku Gottorf ve městě Schleswig. Od roku 1910 do roku 1919 navštěvoval místní školu, humanitní gymnázium. Ve studiu pokračoval v Berlíně na státní akademii pro církve a škole múzických umění. Zde vystudoval na učitele hudby, dirigenta, varhaníka a sbormistra.
Mezi lety 1924 až 1927 Borgmann pracoval jako divadelní a operní dirigent. Později skládal jevištní hudbu především v berlínském Národním divadle. Hudbu pro filmy začal psát v roce 1928, když se připojil k UFA. Začínal jako dirigent u němých filmů. O tři roky později byl už hudebním ředitelem a zároveň i skladatelem filmové hudby.
Upozornil na sebe v roce 1933, kdy se ve filmu o nacistickém mučedníkovi Herbertu Norkusovi Hitlerjunge Quex – Chlapec z Hitlerjugend objevila jeho nejznámější skladba Unsere Fahne flattert uns voran (v překladu: Náš vlající prapor nás vede kupředu). Tato píseň se stala hymnou Hitlerjugend, slova k ní dodal říšský vůdce mládeže Baldur von Schirach.
Od roku 1937 často hudbu skládal k filmům německého režiséra a herce Veita Harlana. Velmi chytlavá melodie je z němého filmu Tango Notturno s herečkou polského a slovenského původu Polou Negri.
Zemřel v roce 1977 ve věku 75 let a je pohřben na městském hřbitově Waldfriedhof Dahlem v jihozápadním Berlíně.